# تي تي غيمز
تي تي غيمز (بالإنجليزية: TT Games)‏، هي شركة بريطانية لتطوير ألعاب الفيديو، أسست سنة 2005م، وهي شركة تابعة لوارنر برذرز الأمريكية.